# 托比亚斯·阿赛尔
托比亚斯·米夏埃尔·卡雷尔·阿赛尔（1838年4月28日—1913年7月29日），荷兰法理学家。

## 生平
他与阿尔弗雷德·弗里德一起获得了1911年的诺贝尔和平奖。他是国际法庭的创建人。